# 姜宣
姜宣（1434年—？），字德敷，河南開封府蘭陽縣人，軍籍。明朝政治人物。同進士出身。

## 生平
天順三年（1459年）己卯科河南鄉試第三十九名。成化五年（1469年）乙丑科會試第二百二十九名，殿試登進士第三甲第一百五十七名。

## 家族
曾祖姜祥。祖父姜昇，曾任倉大使。父亲姜通。